# Ombrophila baeumleri
Ombrophila baeumleri är en svampart som beskrevs av Rehm 1885. Ombrophila baeumleri ingår i släktet Ombrophila och familjen Helotiaceae.   Inga underarter finns listade i Catalogue of Life.